# TSC22D3
TSC22D3 (англ. TSC22 domain family member 3) – білок, який кодується однойменним геном, розташованим у людей на X-хромосомі. Довжина поліпептидного ланцюга білка становить 134 амінокислот, а молекулярна маса — 14 810.
| 10         |  | 20         |  | 30         |  | 40         |  | 50         |
| ---------- |  | ---------- |  | ---------- |  | ---------- |  | ---------- |
| MNTEMYQTPM |  | EVAVYQLHNF |  | SISFFSSLLG |  | GDVVSVKLDN |  | SASGASVVAI |
| DNKIEQAMDL |  | VKNHLMYAVR |  | EEVEILKEQI |  | RELVEKNSQL |  | ERENTLLKTL |
| ASPEQLEKFQ |  | SCLSPEEPAP |  | ESPQVPEAPG |  | GSAV       |  |            |

A: Аланін

C: Цистеїн

D: Аспарагінова кислота

E: Глутамінова кислота

F: Фенілаланін

G: Гліцин

H: Гістидин

I: Ізолейцин

K: Лізин

L: Лейцин

M: Метіонін

N: Аспарагін

P: Пролін

Q: Глутамін

R: Аргінін

S: Серин

T: Треонін

V: Валін

Кодований геном білок за функцією належить до фосфопротеїнів. 
Задіяний у такому біологічному процесі, як альтернативний сплайсинг. 
Локалізований у цитоплазмі, ядрі.